# Argentinisches Tageblatt
Argentinisches Tageblatt  fue un periódico en lengua alemana fundado en 1889, editado en Buenos Aires, que apareció en sus últimos años con periodicidad semanal, después de haber sido de frecuencia diaria entre 1889 y 1981. Fue una publicación regular en alemán de Argentina, sirviendo como medio de difusión y contacto para las colectividades alemana, suiza y austríaca. Cerró a inicios del año 2023, aunque aún sigue en línea.

## Historia
El inmigrante de origen suizo Johann Alemann y de convicciones socialistas llegó a Argentina junto a su hijo mayor Moritz Alemann. Fundó en 1874 el periódico Der Argentinische Bote (El mensajero argentino), como medio de comunicación para los colonos de la provincia de Santa Fe. En ese formato se publicó sólo durante un año, pero motivó a Johann Alemann y sus otros hijos, Theodor y Ernst, a trasladarse a Buenos Aires, desde donde lanzaría nuevamente en 1878 una nueva publicación, Argentinisches Wochenblatt (Semanario Argentino). El rápido crecimiento de la comunidad germanoparlante y la necesidad de mantener un medio de difusión de interés comunal le dio un rápido impulso, y la familia Alemann se asentó en la Capital Federal, dedicándose a la edición semanal del medio.
En 1889 Johann Alemann fundó su tercer periódico en Argentina, denominado Argentinisches Tageblatt (El diario argentino), que comenzó a editarse de manera diaria. En 1893 la dirección del diario pasó a Moritz Alemann, quien desempeñó esa función hasta su renuncia en 1905, y luego a Teodoro Alemann. En 1925, tras la muerte de Teodoro Alemann, la dirección pasó a Ernesto Fernando Alemann. Liberal a ultranza, momento en que el periódico defendió la postura de la República de Weimar.[cita requerida]

### Primeras décadas de existencia
El diario mantuvo una postura antimonárquica que desencadenó controversias en la comunidad local alemana (Friedmann, 2010). En 1925 tenía una tirada de 20.000 ejemplares. El Tageblatt mantuvo una especie de guerra mediática con el diario alemán conservador Deutsche La Plata Zeitung. El Tageblatt solía publicar caricaturas burlescas de Hitler. El gobierno alemán, como respuesta, prohibió la difusión del diario en Alemania. Los nazis además intentaron boicotear las ventas del diario. Al final de la guerra la tirada era de 40.000 ejemplares. El diario empleó a varios periodistas de habla alemana que eran militantes o cercanos a la izquierda (Friedmann, 2010). 
El Argentinisches Tageblatt inició una intensa campaña a los efectos de contrarrestar la alineación de las escuelas alemanas a la política educativa del gobierno nazi y denunció actos discriminatorios hacia los judíos en las instituciones educativas alemanas. Fue el Argentinisches Tageblatt quien informó de la presencia del embajador alemán von Thermann en la fiesta de fin de año de la Goethe Schule. También denunció que en el programa de la Humboldt Schule (Escuela Humboldt) de 1934 se habían introducido el saludo nazi, la cruz esvástica y la canción "Die Fahne hoch" (La bandera en alto), también conocida como "Horst Wessel Lied" (la canción de Horst Wessel), un integrante de las SA que fue asesinado. Este era el himno del partido nazi.   
En marzo de 1939 el Tageblatt publicó un presunto informe secreto del gobierno nazi para colonizar la Patagonia argentina. El resto de la prensa argentina tomó el asunto y exigió al presidente Roberto M. Ortiz que tomara cartas en el asunto. Al poco tiempo se descubrió que el presunto informe era falso. Durante la Segunda Guerra Mundial, el Tageblatt continuó con su postura crítica hacia la Alemania nazi y destacó las victorias de los aliados, y por ese motivo la gobierno argentino no tomó medidas contra el diario luego de la declaración de guerra de Argentina a Alemania en marzo de 1945.        
La redacción del periódico sufrió diversos ataques durante la era nazi. Los editores del Argentinisches Tageblatt fueron agredidos físicamente; las empresas alemanas intentaron boicotear al diario opositor. Juan Alemann declaró: "En la época del nazismo, el Argentinisches Tageblatt fue el único diario en alemán, en el mundo entero, que fue combativamente antinazi. Y esto acá no fue gratis en esa época. Nos pusieron bombas en el taller”.                 
En el Argentinisches Tageblatt expresaron sus opiniones socialdemócratas, socialistas de izquierda, comunistas, liberales, e incluso durante un tiempo también aquellos nacionalsocialistas que mostraron su oposición al gobierno de Hitler.

### El diario durante el Proceso de Reorganización Nacional
En marzo de 1976, al producirse el golpe de Estado para instaurar el Proceso de Reorganización Nacional, el diario publicó varias editoriales apoyando a la dictadura militar. Entre ellas un editorial en el que sostenía que «el gobierno podría acelerar y facilitar ampliamente su victoria actuando contra las cabezas visibles, de ser posible al amparo de la noche y la niebla y calladamente, sin echar las campanas al vuelo»; es de notar que esta es una referencia directa y positiva al epónimo programa Nacht und Nebel ("Noche y Niebla", NN) del nazismo. Desde 1981 regresó a la periodicidad semanal, apareciendo los viernes. En 1982, con el fallecimiento de Ernesto Alemann, la dirección pasó a sus dos hijos Juan y Roberto. Roberto Alemann, economista de tendencia liberal, fue dos veces nombrado Ministro de Economía en los gobiernos de Frondizi y de la dictadura de 1976 y posteriormente embajador ante Estados Unidos durante el mismo gobierno dictatorial, donde logró gestionar que el país evitara sanciones por las graves violaciones a los derechos humanos. Roberto Alemann falleció el 27 de marzo de 2020. Juan Alemann fue Secretario de Hacienda, también durante la dictadura militar, bajo la dependencia del ministro de Economía José Alfredo Martínez de Hoz.
Entre los principales redactores del Argentinisches Tageblatt durante los últimos años de existencia se puede mencionar a Stefan Kuhn, quien falleció el 7 de enero del 2023. Kuhn era el redactor principal y organizaba el semanario.

### Los cambios de orientación editorial
El periódico también fue interesante por sus cambios de tendencia a lo largo del tiempo. Desde los comienzos en el ambiente de la izquierda de habla alemana, hasta la concepción liberal profesada por Teodoro Alemann, pasando antes de mediar el siglo XX por la decidida hostilidad contra Hitler  durante la era de Ernesto Alemann y finalmente luego el período de sus dos hijos Juan y Roberto.
El periódico ganó en 2012 el primer premio de medios "Diálogo para Alemania", entregado por la Fundación "Verbundenheit mit den Deutschen im Ausland" (Solidaridad con los alemanes en el exterior) y la IMH.

### Cierre del diario
El 13 de enero del año 2023, apenas pocos días después de la muerte de Stefan Kuhn, se emitió el siguiente mensaje desde las redes sociales del Argentinisches Tageblatt: "Este viernes 13 de enero sale la última edición impresa del diario argentino. Así termina una era que comenzó en 1878 con la fundación de la "Revista Semanal Argentina" y continuó desde 1889 bajo el nombre utilizado hasta el día de hoy. La muerte de nuestro editor desde hace mucho tiempo Stefan Kuhn nos ha golpeado duro. Además, se ha vuelto cada vez más difícil económicamente dirigir un periódico en alemán en Argentina. Agradecemos a nuestros lectores su lealtad a lo largo de los años". El archivo histórico del Argentinisches Tageblatt pasó a disposición del Centro DIHA (Centro de la Documentación de Habla Alemana).

### Supervivencia en Internet
El 8 de septiembre de 2023, a través de sus propias cuentas de las redes sociales, el diario Argentinisches Tageblatt anunció su regreso sólo a través de Internet. Las noticias son provistas desde su sitio web tageblatt.com.ar asimismo en las redes tanto en alemán como en castellano.